# Міхалова
Міхалова́ (словац. Michalová) — село в окрузі Брезно Банськобистрицького краю Словаччини. Станом на грудень 2015 року в селі проживало 1355 людей.

## Населення
| Рік:            | 1994. | 2004.   | 2014.   | 2024.    |
| --------------- | ----- | ------- | ------- | -------- |
| Кількість осіб: | 1371  | 1391    | 1372    | 1208     |
| Різниця:        |       | +1,45 % | -1,36 % | -11,95 % |

| Рік:            | 2023. | 2024.   |
| --------------- | ----- | ------- |
| Кількість осіб: | 1234  | 1208    |
| Різниця:        |       | -2,10 % |